# Tranziciona pravda
Tranziciona pravda je oblast prava koja izučava načine postupanja prema prošlim kršenjima ljudskih prava u društvima u tranziciji i predstavlja jedan od najvažnijih instrumenata procesa demokratizacije koji vode međunarodne organizacije zato što može da funkcioniše kao efikasan katalizator postkonfliktnog pomirenja i stabilizacije.
Tranziciona pravda se bavi izazovima sa kojima se društva u tranziciji — bilo od rata ka miru, ili od autoritarne vlasti ka demokratiji — suočavaju kada se treba boriti sa nasleđem masovnih kršenja ljudskih prava. Ovo je nova disciplina unutar širokog domena ljudskih prava, a njeni koreni se mogu pratiti sve do suđenja u Nirnbergu, iako je sam izraz ušao u savremeni politički rečnik tek nakon ranog posthladnoratovskog perioda.